# (10569) Kinoshitamasao
(10569) Kinoshitamasao est un astéroïde de la ceinture principale.

## Description
(10569) Kinoshitamasao est un astéroïde de la ceinture principale. Il fut découvert le 8 avril 1994 à Kitami par Kin Endate et Kazuro Watanabe. Il présente une orbite caractérisée par un demi-grand axe de 2,91 UA, une excentricité de 0,09 et une inclinaison de 13,5° par rapport à l'écliptique.

## Compléments